# Cryptolithus
Il criptolito (gen. Cryptolithus) è un artropode estinto, appartenente ai trilobiti. Visse nell'Ordoviciano (tra 495 e 435 milioni di anni fa). I suoi resti sono stati ritrovati in Nordamerica e in Europa.

## Descrizione
La forma del corpo di questo trilobite, come tutti quelli appartenenti alla famiglia Trinucleidae, era molto elegante e distintiva. Il capo (cephalon) era infatti molto caratteristico, con una regione esterna depressa e ricoperta da una serie di piccole depressioni circolari disposte a raggiera. Le spine genali del cephalon erano estremamente allungate, e oltrepassavano di molto la lunghezza totale del corpo. La glabella era molto rigonfia e sporgeva verso il margine anteriore, mentre le guance erano grandi e gli occhi assenti. Il torace constava solo di sei segmenti, e le parti marginali (pleure) erano attraversate da solchi trasversali. La parte posteriore del corpo (pigidio) era subtriangolare e arrotondato, con solchi trasversali.

## Habitat
Probabilmente il criptolito era un animale di fondale, cieco, che usava il cephalon per spostare il sedimento e scovare le particelle di cibo; le lunghe spine a lato del capo, però, erano forse utili all'animale come stabilizzatori quando questo si spostava attraverso l'acqua. Il grande cephalon era utilizzato anche come struttura difensiva: il criptolito ripiegava il piccolo torace al di sotto del capo corazzato. Una delle specie più note era Cryptolithus tessellatus.

## Parentele
Il criptolito appartiene alla famiglia dei trinucleidi (Trinucleidae), nell'ordine degli asafidi (Asaphida). Tra le altre forme di questa famiglia, da ricordare anche Trinucleus, il cui nome richiama i "tre nuclei" presenti sul capo, e Onnia, il cui corpo era eccezionalmente accorciato. Una specie di Onnia (O. pongerandi) acquisì un carattere di mostruosità, forse ereditario: le lunghissime spine genali divennero addirittura ramificate.